# Omerta (powieść)
Omerta – powieść autorstwa Maria Puzo wydana w 2000 roku. 

## Fabuła
Powieść opowiada o walce pomiędzy Astorrem Violą a związkiem przywódców mafijnych i życia publicznego. Dokonano zamachu na wuja tego pierwszego, i zadaniem Astorra jest teraz pomszczenie jego śmierci, a także dbanie o bezpieczeństwo jego dzieci i rozwój odziedziczonych po nim banków. Jego wrogowie chcą przejąć je, do czego Astorre nie chce dopuścić, mimo iż byłoby to bezpieczniejsze. Innymi wątkami w powieści są oszustwa policji i branie przez nich łapówek, czy losy Kurta Cilke, agenta FBI, który ślepo wierzy w uczciwość biura federalnych. 

## Bohaterowie
- Astorre Viola – główny bohater powieści, syn Dona Zeno i dziedzic Dona Aprille, to właśnie on chce pomścić jego śmierć.
- Don Raymonde Aprille – szef mafii, jeden z dwóch, których nie złapało FBI. Ginie w zamachu.
- Don Vincenzo Zeno – największy szef mafii z lat 60'. Jego synem jest Astorre Viola, lecz Zeno umiera, gdy Astorre jest niemowlęciem.
- Kurt Cilke – agent FBI, który miał wielki udział przy zwalczaniu mafii.
- Georgette Cilke – żona agenta Kurta, działaczka ruchu przeciw karze śmierci.
- Franky Sturzo i Stace Sturzo – płatni zabójcy, w prywatnym życiu bracia i wielbiciele sportów. To oni dokonali zamachu na Raymonde Aprilla.
- John Heskow – pośrednik przy zlecaniu zamachu na Dona Aprille.
- Nicole Aprille – córka Dona Aprille, pracowała jako prawniczka, działała przeciw kary śmierci.
- Valerius Aprille – syn Dona Aprille, pracował w wywiadzie wojskowym.
- Marcantonio Aprille – syn Dona Aprille, pracował w branży filmowej.
- Benito Craxxi – drugi szef mafii, którego nie złapało FBI.
- Don Timmona Portella – jeden z wrogów Dona Aprille, którzy kazali zlecić zamach na niego.
- Pan Pryor – bankier, opiekun i doradca Astorra Violi.
- Mariano Rubbio – jeden z wrogów Dona Aprille, pracował w przemyśle rozrywkowym.
- Inzio Tulippie – jeden z wrogów Dona Aprille, jego aspiracją było posiadanie własnej bomby atomowej.
- Michael Grazziella – szef Cosci Corleonskich, z początku wróg, lecz później przyjaciel Astorra Violi.
- Aspinnela Washington – skorumpowana policjantka, szukająca zemsty po zamachu na nią, w wyniku którym straciła oko.
- Rossie Conner – przyszła żona Astorra Violi, wcześniej żyła z prezentów jej kochanków.